# إيرينا فريز
إيرينا فريز (بالأوكرانية: Ірина Василівна Фріз، من مواليد 25 سبتمبر 1974 في إيفباتوريا، القرم) سياسية أوكرانية شغلت منصب وزير شؤون المحاربين القدامى التي تم إنشاؤها في حكومة جرويسمان من نوفمبر 2018 حتى أغسطس 2019. تم انتخابها لعضوية البرلمان الأوكراني في عام 2014 كعضو في كتلة بترو بوروشينكو وفي الانتخابات البرلمانية الأوكرانية لعام 2019 للتضامن الأوروبي.

## السيرة الشخصية
كانت فريز من مايو 2003 إلى مارس 2005 مساعدًا لعضو البرلمان الأوكراني بترو بوروشينكو. من مارس 2005 إلى أغسطس 2006 كانت مساعد وزير الأمن القومي والدفاع الأوكراني ورئيس الخدمة الصحفية لسكرتير مجلس الأمن القومي والدفاع في أوكرانيا. من أغسطس 2006 حتى مايو 2008 كان فريز مرة أخرى «مستشارًا مساعدًا» في البرلمان الأوكراني. عملت فريز في مجلس البنك الوطني الأوكراني من مايو 2008 إلى يناير 2013.
في الحملة الانتخابية لبترو بوروشينكو خلال الانتخابات الرئاسية لعام 2014، ترأست فريز قسم المعلومات في المقر الانتخابي لبوروشينكو. فاز بوروشنكو في هذه الانتخابات وأصبح رئيسًا لأوكرانيا في يونيو 2014. تبعت فريز بوروشنكو إلى الإدارة الرئاسية لأوكرانيا حيث كانت رئيسة المديرية الرئيسية للاتصالات العامة والمعلومات ورئيس القسم الرئيسي لسياسة المعلومات حتى ديسمبر 2014.
خلال الانتخابات البرلمانية في أكتوبر 2014 تم انتخاب فريز في البرلمان الأوكراني على قائمة الحزب (المركز 30) لكتلة بترو بوروشينكو.
في 22 نوفمبر 2018 عين البرلمان فريز وزيرًا لوزارة شؤون المحاربين القدامى المنشأة حديثًا في حكومة غرويسمان. بقيت في منصب وزيرة حتى 29 أغسطس 2019 حيث تم تنصيب حكومة هونشاروك.
في يوليو 2019 تم انتخاب فريز عضوًا في البرلمان عن حزب التضامن الأوروبي. فريز متزوجة ولها ولدان.